# Эйдфьорд
Эйдфьорд (норв. Eidfjord) — коммуна в губернии Хордаланн в Норвегии. Административный центр коммуны — город Эйдфьорд. Официальный язык коммуны — нюнорск. Население коммуны на 2007 год составляло 933 чел. Площадь коммуны Эйдфьорд — 1492,55 км², код-идентификатор — 1232.

## История населения коммуны
Население коммуны за последние 60 лет.

Статистика коммуны Эйдфьорд